# 謝志文
謝志文（1971年—），台灣導演。苗栗客家人，國立臺灣藝術大學電影學系畢業。從事電影編導、製作，是台灣的導演、一念間電影有限公司執行長。

## 工作經歷
- 成功為台視《雨後驕陽》爭取到文化部HD旗艦型補助。
- 大愛電視台《又見春風化雨》創該時段收視新高。
- 為壹電視開創《微電影》類型戲劇節目。
- 創立《時間當鋪》網站，獲總統府贊助。
- 製作《台灣情客家歌》入圍第40屆金鐘獎最佳歌唱音樂節目獎。
- 在三個月內成功創台…客家電視台開播。
- 《澀世紀傳說》愛奇藝網站網路劇
- 《雨後驕陽》台視八點檔連續劇(入圍金鐘獎12項提名)
- 《多了誰》全球100小時創作短片(入圍全球前20名)

## 經歷
- 一念間電影有限公司 執行長
- 崇右影藝科技大學表演藝術系系主任
- 台視戲劇總監
- 壹電視戲劇總監
- 客家電視台節目總監
- 原住民電視台訓練總監

## 製作人作品
- 2014年《又見春風化雨》-大愛電視台
- 2010年《獅子的女兒》-台視八點檔連續劇
- 2023年《約會吧!男孩》-(臺灣男同志戀愛配對實境秀)影集

## 電影編導作品
- 2019《乳·房》
- 2022《鬼天廈》(獲國產電影長片輔導金]

## 電視劇編導作品
- 2018《賽鴿賽歌》公視人生劇展

## 微電影編導作品
- 2020幸福選擇題五部曲 《我是香香多桑》與周美玲導演共同創作
- 2019《女兒媽媽》阿默蛋糕母親節微電影
- 2016《神廚俠侶》經濟部商業司微電影
- 2015《緣來在這裡》商業微電影

## 編導作品
- 《又見春風化雨》大愛電視台